# 生物太陽電池
生物太陽電池またはバイオ太陽電池とは生物の機能を応用した太陽電池。

## 概要
生物太陽電池は生物電池の一種で光合成を模して光を照射すると葉緑素等の生体触媒や微生物、光合成細菌による生物化学的な変化を利用して電気エネルギーに変換する一種の発電装置であるといえる。複数の方式があり、生物そのものを利用して発電する方式や光合成を人工的に模した電気化学式光電池型や分子積層型等がある。

### 電気化学式光生物太陽電池
光合成を模しており、光を照射することにより、発電する。

### 分子積層型バイオ太陽電池
色素分子と酵素分子を交互に積層した電極で発電する。

### 光合成微生物型生物太陽電池
シアノバクテリア等の光合成細菌を利用して発電する。変換効率は高等植物の太陽エネルギー利用率は0.3%とされるが、1週間以上の長期において発電変換率で10%を超える。光合成微生物を活用すると、培養液に適切な電子獲得電極を付設することによって、最大16時間/日という日照時間に匹敵する時間の発電が可能で培地には安価に海水が使え、二酸化炭素の固定ができる。